# Großer Preis von Ungarn 2016
Der Große Preis von Ungarn 2016 (offiziell Formula 1 Magyar Nagydíj 2016) fand am 24. Juli auf dem Hungaroring in Mogyoród statt und war das elfte Rennen der Formel-1-Weltmeisterschaft 2016.

## Bericht

### Hintergründe
Nach dem Großen Preis von Großbritannien führte Nico Rosberg in der Fahrerwertung mit einem Punkt vor Lewis Hamilton und mit 62 Punkten vor Kimi Räikkönen. In der Konstrukteurswertung führte Mercedes mit 131 Punkten vor Ferrari und mit 137 Punkten vor Red Bull.
Beim Großen Preis von Ungarn stellte Pirelli den Fahrern die Reifenmischungen P Zero Medium (weiß), P Zero Soft (gelb) und P Zero Supersoft (rot) sowie für Nässe Cinturato Intermediates (grün) und Cinturato Full-Wets (blau) zur Verfügung.
Die Strecke wurde seit dem Rennen im Vorjahr neu asphaltiert, daher wurden am Rennwochenende deutlich schnellere Rundenzeiten als in den letzten Jahren erwartet. Außerdem wurden die Randsteine in Kurve vier, Kurve sechs, Kurve sieben und Kurve elf erneuert, so dass diese nun problemlos überfahren werde konnten. Die Rennleitung verwendete Induktionsschleifen, die 1,60 Meter neben der Strecke angebracht waren, um zu überprüfen, dass die Fahrzeuge die Strecke an diesen Stellen nicht komplett verließen. Es war das erste Mal, dass dies bei einem Grand Prix elektronisch überwacht wurde.
Es gab zwei DRS-Zonen, die im Vergleich zum Vorjahr unverändert blieben. Zone eins befand sich auf der Start-Ziel-Geraden und begann 130 Meter nach der Zielkurve, der Messpunkt lag fünf Meter vor Beginn der Zielkurve. Die zweite DRS-Zone befand sich auf der Gegengeraden nach Kurve eins, einen eigenen Messpunkt für diese Zone gab es nicht. So konnte es vorkommen, dass nach einem Überholmanöver auf der Start-Ziel-Geraden der dann vorne liegende Pilot in der zweiten Zone das DRS erneut verwenden durfte.
Daniil Kwjat (sieben), Max Verstappen (sechs), Räikkönen (fünf), Valtteri Bottas, Marcus Ericsson, Rio Haryanto, Nico Hülkenberg, Felipe Nasr, Pascal Wehrlein (jeweils vier), Fernando Alonso, Esteban Gutiérrez, Romain Grosjean, Hamilton, Jolyon Palmer, Rosberg und Sebastian Vettel (jeweils zwei) gingen mit Strafpunkten ins Rennwochenende.
Mit Hamilton (viermal), Jenson Button (zweimal), Alonso, Räikkönen, Daniel Ricciardo und Vettel (jeweils einmal) traten sechs ehemalige Sieger zu diesem Grand Prix an.
Als Rennkommissare fungierten Gerd Ennser (DEU), Lajos Herczeg (HUN), Alan Jones (AUS) und Baham Lekhal (MRT), der zum ersten Mal Rennkommissar bei einem Grand Prix ist.

### Training
Im ersten freien Training fuhr Hamilton mit einer Rundenzeit von 1:21,347 Minuten die Bestzeit vor Rosberg und Vettel. Das Training begann nach Regenfällen in der Nacht bei nassen Bedingungen, die Strecke trocknete nach wenigen Minuten aber bereits ab.
Im zweiten freien Training fuhr Rosberg in 1:20,435 Minuten die Bestzeit vor Ricciardo und Vettel. Damit fuhr Rosberg mehr als 1,5 Sekunden schneller als Hamiltons Qualifying-Bestzeit im Vorjahr. Das Training musste nach einem Unfall von Hamilton, der mit seinem Fahrzeug in die Streckenbegrenzung einschlug, unterbrochen werden.
Im dritten freien Training war Rosberg mit einer Rundenzeit von 1:20,261 Minuten erneut Schnellster vor Verstappen und Ricciardo.

### Qualifying
Das Qualifying bestand aus drei Teilen mit einer Nettolaufzeit von 45 Minuten. Im ersten Qualifying-Segment (Q1) hatten die Fahrer 18 Minuten Zeit, um sich für das Rennen zu qualifizieren. Alle Fahrer, die im ersten Abschnitt eine Zeit erzielten, die maximal 107 Prozent der schnellsten Rundenzeit betrug, qualifizierten sich für den Grand Prix. Die besten 16 Fahrer erreichten den nächsten Teil. Das Qualifying wurde nach starken Regenfällen zunächst verschoben und musste im Anschluss insgesamt viermal unterbrochen werden: Zunächst fiel erneut starker Regen, anschließend gab es nacheinander Unfälle von Ericsson, Massa und Haryanto, nach dessen Unfall das Segment nicht neu gestartet wurde. Rosberg war Schnellster. Die Manor-Piloten, Ericsson, die Renault-Piloten und Felipe Massa schieden aus.
Der zweite Abschnitt (Q2) dauerte 15 Minuten. Die schnellsten zehn Piloten qualifizierten sich für den dritten Teil des Qualifyings. Alle Piloten begannen auf Intermediates, wechselten kurz vor dem Ende des Abschnitts aber auf die Supersoft-Mischung. Verstappen war Schnellster. Nasr, die Haas-Piloten, Räikkönen, Pérez und Kwjat schieden aus.
Der finale Abschnitt (Q3) ging über eine Zeit von zwölf Minuten, in denen die ersten zehn Startpositionen vergeben wurden. Rosberg fuhr mit einer Rundenzeit von 1:19,965 Minuten die Bestzeit vor Hamilton und Ricciardo. Es war die 26. Pole-Position für Rosberg. Es kam nach dem Qualifying zu einer Untersuchung durch die Rennkommissare, da Rosberg die Bestzeit unter doppelt geschwenkter gelber Flagge gefahren hatte. Obwohl die Regel besagt, dass der Fahrer die Geschwindigkeit signifikant verringern und zum Anhalten bereit sein muss, sprachen die Rennkommissare keine Strafe aus. Telemetriedaten zeigten, dass Rosberg 30 Meter früher vom Gas gegangen war als in seiner vorherigen Runde und somit 0,1 Sekunden Zeit verloren hatte.
Obwohl sich elf Fahrer nicht qualifizierten, wurden alle Piloten zum Start am Rennen zugelassen. Ericsson musste aus der Boxengasse starten, da bei seinem Sauber das Monocoque gewechselt wurde. Haryanto erhielt eine Startplatzstrafe in Höhe von fünf Plätzen, da sein Getriebe vorzeitig gewechselt wurde.

### Rennen
Rosberg wurde direkt beim Start sowohl von Hamilton als auch von Ricciardo überholt. Der Deutsche war jedoch bereits in der zweiten Kurve in der Lage, den zweiten Platz zurückzuerobern. Dahinter folgten Verstappen, Vettel, Alonso, Carlos Sainz jr. und Button.
Button hatte in der fünften Runde ein Problem mit dem Getriebe und wurde vom Rest des Feldes überholt, ohne jedoch aufgeben zu müssen. Kurz darauf wurde er jedoch mit einer Durchfahrtsstrafe bestraft, weil er mit der Box unrechtmäßig kommuniziert hatte, was ihm bei der Lösung des technischen Problems half.
In der 15. Runde absolvierte Vettel seinen ersten Stopp. Eine Runde später war auch Ricciardo an der Reihe, der vor dem Deutschen, aber hinter Bottas auf die Strecke zurückkehrte. In der Folge wurde Ricciardo dann von Bottas aufgehalten. In Runde 17 waren dann auch Hamilton und Verstappen an der Reihe. Der Niederländer kam hinter Räikkönen auf die Strecke zurück und versuchte in der zweiten Kurve, ihn zu überholen, allerdings ohne Erfolg. Verstappen wiederholte das Manöver auch in der folgenden Runde, doch der Finne wehrte sich immer noch gegen den Angriff.
Nach dem Reifenwechsel von Rosberg in Runde 18 lag Hamilton in der Wertung knapp an der Spitze, gefolgt von Ricciardo, Vettel, Räikkönen (der noch keine Stopps eingelegt hatte), Verstappen und Pérez. Der Mexikaner stoppte in Runde 27 und fiel auf den zehnten Platz zurück. Der Abstand zwischen Hamilton und Rosberg verringerte sich, da die Reifen des Briten schlechter wurden.
In der 29. Runde wechselte auch Räikkönen die Reifen: Er kehrte als Siebter hinter Alonso auf die Strecke zurück, doch bereits in Runde 31 überholte der Ferrari-Pilot den Iberer und rückte auf den sechsten Platz vor. In Runde 34 legte Ricciardo den zweiten Stopp ein, während der andere Red-Bull-Fahrer Verstappen bis zur 39. Runde wartete. In Runde 41 stoppte auch Pérez, wurde jedoch durch die Verzögerung seiner Mechaniker bestraft, die zu diesem Zeitpunkt noch nicht mit Reifen bereit standen. Auch Hamilton und Vettel wechselten in der 41. Runde.
Rosberg kam in Runde 43 zu seinen zweiten Boxenstopp und kam hinter Hamilton auf die Strecke zurück, wenn auch mit ein paar Sekunden Rückstand. Weiter hinten blieb die Rangliste wie gehabt: Ricciardo überholte Vettel, während Verstappen vor Räikkönen lag. In Runde 52 machte der Finne dann seinen zweiten Stopp.
In den letzten Runden war Rosberg nah an Hamilton, Vettel an Ricciardo und Räikkönen an Verstappen dran. In Runde 57 versuchte Räikkönen Verstappen zu überholen, welcher sich jedoch wehrte. In der zweiten Kurve berührten sich die beiden Autos, wobei der Frontflügel des Ferrari durch den Aufprall beschädigt wurde. Räikkönen forderte per Funk eine Strafe für den Niederländer, dessen Manöver jedoch als legal eingestuft wurde.
In Runde 62 macht Hamilton in Kurve 12 einen Fehler, wodurch Rosberg nur noch auf sechs Zehntelsekunden herankam, ein Überholmanöver gelang dem Deutschen allerdings nicht mehr, so dass Hamilton schlussendlich das Rennen vor Rosberg und Ricciardo gewann. Es war der 48. Sieg für Hamilton in der Formel-1-Weltmeisterschaft. Die restlichen Punkteplatzierungen belegten Vettel, Verstappen, Räikkönen, Alonso, Sainz jr., Bottas und Hülkenberg.
In der Gesamtwertung übernahm Hamilton die Führung vor Rosberg mit einem Punkt Vorsprung, Ricciardo war nun Dritter. Bei den Konstrukteuren vergrößerte Mercedes seinen Vorsprung auf Ferrari, Red Bull lag nun nur noch einen Punkt hinter Ferrari.

## Meldeliste
| Team                          | Nr. | Fahrer            | Chassis                | Motor                       | Reifen |
| ----------------------------- | --- | ----------------- | ---------------------- | --------------------------- | ------ |
| Mercedes AMG Petronas F1 Team | 44  | Lewis Hamilton    | Mercedes F1 W07 Hybrid | Mercedes-Benz PU106C Hybrid | P      |
| Mercedes AMG Petronas F1 Team | 06  | Nico Rosberg      | Mercedes F1 W07 Hybrid | Mercedes-Benz PU106C Hybrid | P      |
| Scuderia Ferrari              | 05  | Sebastian Vettel  | Ferrari SF16-H         | Ferrari 059/5               | P      |
| Scuderia Ferrari              | 07  | Kimi Räikkönen    | Ferrari SF16-H         | Ferrari 059/5               | P      |
| Williams Martini Racing       | 19  | Felipe Massa      | Williams FW38          | Mercedes-Benz PU106C Hybrid | P      |
| Williams Martini Racing       | 77  | Valtteri Bottas   | Williams FW38          | Mercedes-Benz PU106C Hybrid | P      |
| Red Bull Racing               | 03  | Daniel Ricciardo  | Red Bull RB12          | TAG Heuer                   | P      |
| Red Bull Racing               | 33  | Max Verstappen    | Red Bull RB12          | TAG Heuer                   | P      |
| Sahara Force India F1 Team    | 27  | Nico Hülkenberg   | Force India VJM09      | Mercedes-Benz PU106C Hybrid | P      |
| Sahara Force India F1 Team    | 11  | Sergio Pérez      | Force India VJM09      | Mercedes-Benz PU106C Hybrid | P      |
| Renault Sport F1 Team         | 20  | Kevin Magnussen   | Renault R.S.16         | Renault Energy F1 2016      | P      |
| Renault Sport F1 Team         | 30  | Jolyon Palmer     | Renault R.S.16         | Renault Energy F1 2016      | P      |
| Renault Sport F1 Team         | 45  | Esteban Ocon      | Renault R.S.16         | Renault Energy F1 2016      | P      |
| Scuderia Toro Rosso           | 26  | Daniil Kwjat      | Toro Rosso STR11       | Ferrari 059/4               | P      |
| Scuderia Toro Rosso           | 55  | Carlos Sainz jr.  | Toro Rosso STR11       | Ferrari 059/4               | P      |
| Sauber F1 Team                | 09  | Marcus Ericsson   | Sauber C35             | Ferrari 059/5               | P      |
| Sauber F1 Team                | 12  | Felipe Nasr       | Sauber C35             | Ferrari 059/5               | P      |
| McLaren Honda                 | 14  | Fernando Alonso   | McLaren MP4-31         | Honda RA616H                | P      |
| McLaren Honda                 | 22  | Jenson Button     | McLaren MP4-31         | Honda RA616H                | P      |
| Manor Racing MRT              | 94  | Pascal Wehrlein   | Manor MRT05            | Mercedes-Benz PU106C Hybrid | P      |
| Manor Racing MRT              | 88  | Rio Haryanto      | Manor MRT05            | Mercedes-Benz PU106C Hybrid | P      |
| Haas F1 Team                  | 08  | Romain Grosjean   | Haas VF-16             | Ferrari 059/5               | P      |
| Haas F1 Team                  | 21  | Esteban Gutiérrez | Haas VF-16             | Ferrari 059/5               | P      |
| Haas F1 Team                  | 50  | Charles Leclerc   | Haas VF-16             | Ferrari 059/5               | P      |

Anmerkungen
1. 1 2  Der Renault mit der Startnummer 45 wurde im ersten freien Training für Ocon eingesetzt. Magnussen übernahm das Fahrzeug anschließend für das restliche Rennwochenende mit seiner Startnummer 20.
2. 1 2  Der Haas mit der Startnummer 50 wurde im ersten freien Training für Leclerc eingesetzt. Gutiérrez übernahm das Fahrzeug anschließend für das restliche Rennwochenende mit seiner Startnummer 21.

## Klassifikationen

### Qualifying
| Pos.                                                                      | Fahrer            | Konstrukteur         | Q1       | Q2       | Q3       | Start |
| ------------------------------------------------------------------------- | ----------------- | -------------------- | -------- | -------- | -------- | ----- |
| 01                                                                        | Nico Rosberg      | Mercedes             | 1:33,302 | 1:22,806 | 1:19,965 | 01    |
| 02                                                                        | Lewis Hamilton    | Mercedes             | 1:34,210 | 1:24,836 | 1:20,108 | 02    |
| 03                                                                        | Daniel Ricciardo  | Red Bull-TAG Heuer   | 1:39,968 | 1:23,234 | 1:20,280 | 03    |
| 04                                                                        | Max Verstappen    | Red Bull-TAG Heuer   | 1:40,424 | 1:22,660 | 1:20,557 | 04    |
| 05                                                                        | Sebastian Vettel  | Ferrari              | 1:35,718 | 1:24,082 | 1:20,874 | 05    |
| 06                                                                        | Carlos Sainz jr.  | Toro Rosso-Ferrari   | 1:36,115 | 1:24,734 | 1:21,131 | 06    |
| 07                                                                        | Fernando Alonso   | McLaren-Honda        | 1:35,165 | 1:23,816 | 1:21,211 | 07    |
| 08                                                                        | Jenson Button     | McLaren-Honda        | 1:37,983 | 1:24,456 | 1:21,597 | 08    |
| 09                                                                        | Nico Hülkenberg   | Force India-Mercedes | 1:41,471 | 1:23,901 | 1:21,823 | 09    |
| 10                                                                        | Valtteri Bottas   | Williams-Mercedes    | 1:42,758 | 1:24,506 | 1:22,182 | 10    |
| 11                                                                        | Romain Grosjean   | Haas-Ferrari         | 1:35,906 | 1:24,941 | –        | 11    |
| 12                                                                        | Daniil Kwjat      | Toro Rosso-Ferrari   | 1:36,714 | 1:25,301 | –        | 12    |
| 13                                                                        | Sergio Pérez      | Force India-Mercedes | 1:41,411 | 1:25,416 | –        | 13    |
| 14                                                                        | Kimi Räikkönen    | Ferrari              | 1:36,853 | 1:25,435 | –        | 14    |
| 15                                                                        | Esteban Gutiérrez | Haas-Ferrari         | 1:38,959 | 1:26,189 | –        | 15    |
| 16                                                                        | Felipe Nasr       | Sauber-Ferrari       | 1:37,772 | 1:27,063 | –        | 16    |
| 107-Prozent-Zeit: 1:39,833 min (bezogen auf Q1-Bestzeit von 1:33,302 min) |                   |                      |          |          |          |       |
| DNQ                                                                       | Jolyon Palmer     | Renault              | 1:43,965 | –        | –        | 17    |
| DNQ                                                                       | Felipe Massa      | Williams-Mercedes    | 1:43,999 | –        | –        | 18    |
| DNQ                                                                       | Kevin Magnussen   | Renault              | 1:44,543 | –        | –        | 19    |
| DNQ                                                                       | Marcus Ericsson   | Sauber-Ferrari       | 1:46,984 | –        | –        | Box   |
| DNQ                                                                       | Pascal Wehrlein   | Manor-Mercedes       | 1:47,343 | –        | –        | 20    |
| DNQ                                                                       | Rio Haryanto      | Manor-Mercedes       | 1:50,189 | –        | –        | 21    |

Anmerkungen
1. ↑  Obwohl Ricciardo sich nicht qualifiziert hatte, durfte er im Rennen starten, da er im freien Training ausreichend schnell gewesen war
2. ↑  Obwohl Verstappen sich nicht qualifiziert hatte, durfte er im Rennen starten, da er im freien Training ausreichend schnell gewesen war
3. ↑  Obwohl Bottas sich nicht qualifiziert hatte, durfte er im Rennen starten, da er im freien Training ausreichend schnell gewesen war
4. ↑  Obwohl Peréz sich nicht qualifiziert hatte, durfte er im Rennen starten, da er im freien Training ausreichend schnell gewesen war
5. ↑  Obwohl Palmer sich nicht qualifiziert hatte, durfte er im Rennen starten, da er im freien Training ausreichend schnell gewesen war
6. ↑  Obwohl Massa sich nicht qualifiziert hatte, durfte er im Rennen starten, da er im freien Training ausreichend schnell gewesen war
7. ↑  Obwohl Magnussen sich nicht qualifiziert hatte, durfte er im Rennen starten, da er im freien Training ausreichend schnell gewesen war
8. ↑  Obwohl Ericsson sich nicht qualifiziert hatte, durfte er im Rennen starten, da er im freien Training ausreichend schnell gewesen war
9. ↑  Ericsson musste aus der Boxengasse starten, da bei seinem Fahrzeug nach dem Qualifying das Monocoque gewechselt wurde
10. ↑  Obwohl Wehrlein sich nicht qualifiziert hatte, durfte er im Rennen starten, da er im freien Training ausreichend schnell gewesen war
11. ↑  Obwohl Haryanto sich nicht qualifiziert hatte, durfte er im Rennen starten, da er im freien Training ausreichend schnell gewesen war
12. ↑  Haryanto wurde wegen eines vorzeitigen Getriebewechsels um fünf Startplätze nach hinten versetzt

### Rennen
| Pos. | Fahrer            | Konstrukteur         | Runden | Stopps | Zeit        | Start | Schnellste Runde |
| ---- | ----------------- | -------------------- | ------ | ------ | ----------- | ----- | ---------------- |
| 01   | Lewis Hamilton    | Mercedes             | 70     | 2      | 1:40:30,115 | 02    | 1:23,849 (69.)   |
| 02   | Nico Rosberg      | Mercedes             | 70     | 2      | + 1,977     | 01    | 1:23,670 (60.)   |
| 03   | Daniel Ricciardo  | Red Bull-TAG Heuer   | 70     | 2      | + 27,539    | 03    | 1:24,608 (60.)   |
| 04   | Sebastian Vettel  | Ferrari              | 70     | 2      | + 28,213    | 05    | 1:24,383 (59.)   |
| 05   | Max Verstappen    | Red Bull-TAG Heuer   | 70     | 2      | + 48,659    | 04    | 1:24,687 (40.)   |
| 06   | Kimi Räikkönen    | Ferrari              | 70     | 2      | + 49,044    | 14    | 1:23,086 (52.)   |
| 07   | Fernando Alonso   | McLaren-Honda        | 69     | 2      | + 1 Runde   | 08    | 1:24,958 (62.)   |
| 08   | Carlos Sainz jr.  | Toro Rosso-Ferrari   | 69     | 2      | + 1 Runde   | 06    | 1:25,103 (67.)   |
| 09   | Valtteri Bottas   | Williams-Mercedes    | 69     | 2      | + 1 Runde   | 09    | 1:25,273 (59.)   |
| 10   | Nico Hülkenberg   | Force India-Mercedes | 69     | 2      | + 1 Runde   | 08    | 1:25,392 (69.)   |
| 11   | Sergio Pérez      | Force India-Mercedes | 69     | 2      | + 1 Runde   | 13    | 1:25,021 (65.)   |
| 12   | Jolyon Palmer     | Renault              | 69     | 2      | + 1 Runde   | 17    | 1:25,743 (41.)   |
| 13   | Esteban Gutiérrez | Haas-Ferrari         | 69     | 2      | + 1 Runde   | 15    | 1:25,955 (39.)   |
| 14   | Romain Grosjean   | Haas-Ferrari         | 69     | 2      | + 1 Runde   | 11    | 1:25,958 (56.)   |
| 15   | Kevin Magnussen   | Renault              | 69     | 2      | + 1 Runde   | 19    | 1:26,230 (39.)   |
| 16   | Daniil Kwjat      | Toro Rosso-Ferrari   | 69     | 2      | + 1 Runde   | 12    | 1:24,669 (48.)   |
| 17   | Felipe Nasr       | Sauber-Ferrari       | 69     | 2      | + 1 Runde   | 16    | 1:25,676 (66.)   |
| 18   | Felipe Massa      | Williams-Mercedes    | 68     | 2      | + 2 Runden  | 18    | 1:25,296 (68.)   |
| 19   | Pascal Wehrlein   | Manor-Mercedes       | 68     | 2      | + 2 Runden  | 20    | 1:26,524 (47.)   |
| 20   | Marcus Ericsson   | Sauber-Ferrari       | 68     | 3      | + 2 Runden  | Box   | 1:25,475 (47.)   |
| 21   | Rio Haryanto      | Manor-Mercedes       | 68     | 1      | + 2 Runden  | 21    | 1:27,791 (64.)   |
| –    | Jenson Button     | McLaren-Honda        | 60     | 2      | DNF         | 07    | 1:26,744 (09.)   |

Anmerkungen
1. ↑  Gutiérrez erhielt eine Fünf-Sekunden-Zeitstrafe für das Ignorieren blauer Flaggen. Er fiel dadurch vom 12. auf den 13. Platz.

## WM-Stände nach dem Rennen
Die ersten zehn des Rennens bekamen 25, 18, 15, 12, 10, 8, 6, 4, 2 bzw. 1 Punkt(e).

### Fahrerwertung
| Pos. | Fahrer           | Konstrukteur                            | Punkte |
| ---- | ---------------- | --------------------------------------- | ------ |
| 01   | Lewis Hamilton   | Mercedes                                | 192    |
| 02   | Nico Rosberg     | Mercedes                                | 186    |
| 03   | Daniel Ricciardo | Red Bull-TAG Heuer                      | 115    |
| 04   | Kimi Räikkönen   | Ferrari                                 | 114    |
| 05   | Sebastian Vettel | Ferrari                                 | 110    |
| 06   | Max Verstappen   | Red Bull-TAG Heuer / Toro Rosso-Ferrari | 100    |
| 07   | Valtteri Bottas  | Williams-Mercedes                       | 56     |
| 08   | Sergio Pérez     | Force India-Mercedes                    | 47     |
| 09   | Felipe Massa     | Williams-Mercedes                       | 38     |
| 10   | Carlos Sainz jr. | Toro Rosso-Ferrari                      | 30     |
| 11   | Romain Grosjean  | Haas-Ferrari                            | 28     |
| 12   | Nico Hülkenberg  | Force India-Mercedes                    | 27     |

| Pos. | Fahrer            | Konstrukteur                            | Punkte |
| ---- | ----------------- | --------------------------------------- | ------ |
| 13   | Fernando Alonso   | McLaren-Honda                           | 24     |
| 14   | Daniil Kwjat      | Toro Rosso-Ferrari / Red Bull-TAG Heuer | 23     |
| 15   | Jenson Button     | McLaren-Honda                           | 13     |
| 16   | Kevin Magnussen   | Renault                                 | 6      |
| 17   | Pascal Wehrlein   | Manor-Mercedes                          | 1      |
| 18   | Stoffel Vandoorne | McLaren-Honda                           | 1      |
| 19   | Esteban Gutiérrez | Haas-Ferrari                            | 0      |
| 20   | Jolyon Palmer     | Renault                                 | 0      |
| 21   | Marcus Ericsson   | Sauber-Ferrari                          | 0      |
| 22   | Felipe Nasr       | Sauber-Ferrari                          | 0      |
| 23   | Rio Haryanto      | Manor-Mercedes                          | 0      |

### Konstrukteurswertung
| Pos. | Konstrukteur         | Punkte |
| ---- | -------------------- | ------ |
| 1    | Mercedes             | 378    |
| 2    | Ferrari              | 224    |
| 3    | Red Bull-TAG Heuer   | 223    |
| 4    | Williams-Mercedes    | 94     |
| 5    | Force India-Mercedes | 74     |
| 6    | Toro Rosso-Ferrari   | 45     |

| Pos. | Konstrukteur   | Punkte |
| ---- | -------------- | ------ |
| 07   | McLaren-Honda  | 38     |
| 08   | Haas-Ferrari   | 28     |
| 09   | Renault        | 6      |
| 10   | Manor-Mercedes | 1      |
| 11   | Sauber-Ferrari | 0      |